# Tamar Ziegler

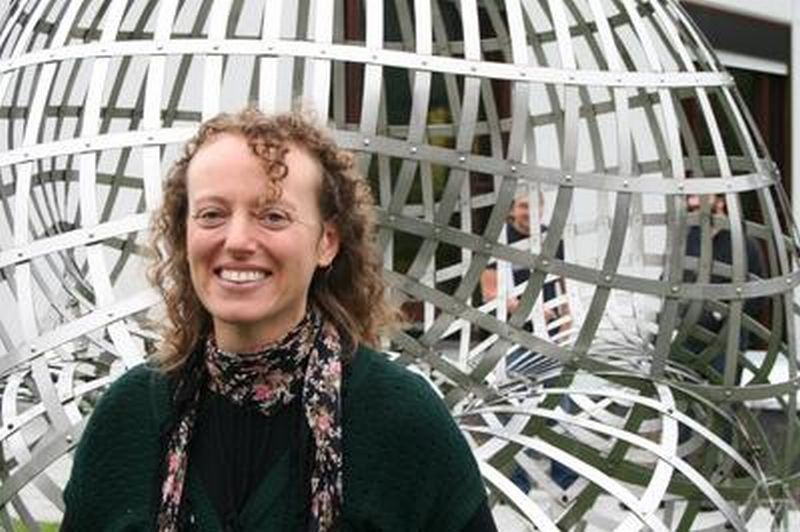
Tamar Ziegler, Oberwolfach 2012

Tamar Ziegler (hebräisch תמר ציגלר; * 1971) ist eine israelische Mathematikerin, die sich mit Ergodentheorie, additiver Zahlentheorie und arithmetischer Kombinatorik befasst.

## Leben
Ziegler studierte an der Hebräischen Universität, erhielt dort 1998 ihren Master-Abschluss und promovierte 2003 bei Hillel Furstenberg (Non-conventional ergodic averages) 2005/06 war sie am Institute for Advanced Study und sie war als Postdoc Assistant Professor an der University of Michigan und an der Ohio State University. Sie lehrte als Professor am Technion und ist ab 2013 Professorin am Albert Einstein Institute for Mathematics der Hebräischen Universität.
Sie arbeitete unter anderem mit Vitaly Bergelson, Ben Green und Terence Tao und über arithmetische Folgen (Erweiterungen im Umfeld des Satzes von Green und Tao) und Abschätzungen vom Hardy-Littlewood-Typ für die asymptotische Anzahl von Primzahllösungen von Systemen linearer Gleichungen.
2012/13 war sie Visiting Associate Professor an der Stanford University. Sie war Invited Speaker auf dem Internationalen Mathematikerkongress 2014 in Seoul (Linear equations on primes and dynamics on nilmanifolds). 2011 erhielt sie den Erdős-Preis und 2015 den Michael Bruno Memorial Award. 2013 war sie EMS Lecturer. Ab 2014 war sie Herausgeberin des European Journal of Mathematics.
2021 wurde Ziegler in die Academia Europaea gewählt. Für 2024 wurde ihr der Rothschild-Preis zugesprochen.

## Schriften
- A non conventional ergodic theorem for nil-systems. In: Ergodic theory and dynamical systems, Band 25, 2005, S. 1357–1370, arxiv:math/0204058
- Universal characteristic factors and Furstenberg averages. In: J. Amer. Math. Soc, Band 20, 2007, no. 1, S. 53–97, arxiv:math/0403212
- mit Terence Tao: The primes contain arbitrarily long polynomial progression. In: Acta Math., Band 201, 2008, S. 213–305, arxiv:math/0610050
- mit Ben Green, Terence Tao: An inverse theorem for the Gowers {\displaystyle U^{s+1}[N]}-norm. In: Annals of Mathematics, Band 176, 2012, S. 1231–1372, arxiv:1009.3998 Arxiv 2010
- Linear equations in primes and dynamics of nilmanifolds, ICM 2014, arxiv:1404.0775